# カルフィン・ヨン・ア・ピン
カルフィン・ヨン＝ア＝ピン（Calvin Jong-a-Pin, 1986年7月18日 - ）は、オランダ・アムステルダム出身の元プロサッカー選手。現役時代のポジションはディフェンダー（DF）。

## 来歴

### クラブ
2005年からFCフォレンダムと契約し、プロとしてのキャリアをスタートさせる。NECナイメヘン戦でデビューし、この年プロ初得点も記録している。2006年からSCヘーレンフェーンへ5年契約で移籍した。FCフローニンゲン戦で19歳にしてエールディヴィジデビューを果たす。その後左サイドバックで起用されるようになり、2008年には北京オリンピックオランダ代表に選出された。2009-10シーズンはフィテッセへ期限付き移籍し、30試合に出場しエールディヴィジ初得点も挙げた。2010-11シーズンはヘーレンフェーンへ復帰、29試合に出場した。シーズン終了後5年契約が切れたことでアヤックスやフェイエノールトからも注目され、ギリシャのクラブからもオファーがあったが、アフシン・ゴトビの下でプレーしたいという理由で清水エスパルスへ移籍した。移籍後は主にボランチやセンターバック、左サイドバックとして起用された。2015年シーズンをもって清水を退団。
2016年2月、FC町田ゼルビアへ移籍。
2017年シーズンより、横浜FCへ移籍。2019年はリーグ戦全42試合に出場し、クラブの13年ぶりJ1昇格に大きく貢献した。2021年7月31日付をもって横浜FCと契約満了になったと発表された。
2021年10月1日、FC岐阜に加入するが、同年12月7日、契約満了による退団が発表された。
2022年3月7日、自身のInstagramで現役引退を発表した。

### オランダ代表
2007年にオランダU-21代表に選出され、UEFA U-21欧州選手権2007に優勝、北京オリンピックの出場権を獲得する。北京オリンピック本大会でも3試合に出場した。

## 人物・エピソード
- アムステルダム生まれ。スリナム系オランダ人。5～6世代前にスリナムに渡って来た、中国人農場経営者の子孫である。ただ北京五輪までは中国に行ったことがなかった[10]。
- 清水でのユニフォームの背番号下ネームは、2012年まで「Jong-A-Pin」と、Jリーグでは珍しくローマ字の大文字と小文字が混ざっていたが、2013年は全て大文字の「CALLA」に変更した。
- 町田所属時には通訳がおらず、高田馬場の日本語学校に通っていた。日常会話や試合中のコーチングは日本語でこなすことができる[11]。

## 個人成績
| 国内大会個人成績 | 国内大会個人成績 | 国内大会個人成績 | 国内大会個人成績 | 国内大会個人成績 | 国内大会個人成績 | 国内大会個人成績 | 国内大会個人成績 | 国内大会個人成績 | 国内大会個人成績 | 国内大会個人成績 | 国内大会個人成績 |
| 年度             | クラブ           | 背番号           | リーグ           | リーグ戦         | リーグ戦         | リーグ杯         | リーグ杯         | オープン杯       | オープン杯       | 期間通算         | 期間通算         |
| 年度             | クラブ           | 背番号           | リーグ           | 出場             | 得点             | 出場             | 得点             | 出場             | 得点             | 出場             | 得点             |
| オランダ         | オランダ         | オランダ         | オランダ         | リーグ戦         | リーグ戦         | リーグ杯         | リーグ杯         | KNVBカップ       | KNVBカップ       | 期間通算         | 期間通算         |
| ---------------- | ---------------- | ---------------- | ---------------- | ---------------- | ---------------- | ---------------- | ---------------- | ---------------- | ---------------- | ---------------- | ---------------- |
| 2005-06          | フォレンダム     |                  | エールステ       | 6                | 1                |                  |                  |                  |                  |                  |                  |
| 2006-07          | ヘーレンフェーン |                  | エール           | 9                | 0                |                  |                  |                  |                  |                  |                  |
| 2007-08          | ヘーレンフェーン | 16               | エール           | 19               | 0                |                  |                  |                  |                  |                  |                  |
| 2008-09          | ヘーレンフェーン | 16               | エール           | 16               | 0                |                  |                  |                  |                  |                  |                  |
| 2009-10          | フィテッセ       |                  | エール           | 30               | 1                |                  |                  |                  |                  |                  |                  |
| 2010-11          | ヘーレンフェーン |                  | エール           | 29               | 0                |                  |                  |                  |                  |                  |                  |
| 日本             | 日本             | 日本             | 日本             | リーグ戦         | リーグ戦         | リーグ杯         | リーグ杯         | 天皇杯           | 天皇杯           | 期間通算         | 期間通算         |
| 2011             | 清水             | 23               | J1               | 11               | 0                | 2                | 0                | 3                | 0                | 16               | 0                |
| 2012             | 清水             | 4                | J1               | 32               | 0                | 11               | 0                | 3                | 0                | 46               | 0                |
| 2013             | 清水             | 4                | J1               | 26               | 1                | 4                | 0                | 3                | 0                | 33               | 1                |
| 2014             | 清水             | 4                | J1               | 15               | 0                | 6                | 0                | 0                | 0                | 21               | 0                |
| 2015             | 清水             | 4                | J1               | 9                | 0                | 0                | 0                | 0                | 0                | 9                | 0                |
| 2016             | 町田             | 37               | J2               | 33               | 1                | -                | -                | 1                | 0                | 34               | 1                |
| 2017             | 横浜FC           | 20               | J2               | 38               | 1                | -                | -                | 0                | 0                | 38               | 1                |
| 2018             | 横浜FC           | 20               | J2               | 34               | 2                | -                | -                | 0                | 0                | 34               | 2                |
| 2019             | 横浜FC           | 20               | J2               | 42               | 0                | -                | -                | 0                | 0                | 42               | 0                |
| 2020             | 横浜FC           | 20               | J1               | 5                | 0                | 1                | 0                | -                | -                | 6                | 0                |
| 2021             | 横浜FC           | 20               | J1               | 1                | 0                | 0                | 0                | 1                | 0                | 2                | 0                |
| 2021             | 岐阜             | 37               | J3               | 1                | 0                | -                | -                | 0                | 0                | 1                | 0                |
| 通算             | オランダ         | オランダ         | エール           | 103              | 1                |                  |                  |                  |                  | 103              | 1                |
| 通算             | オランダ         | オランダ         | エールステ       | 6                | 1                |                  |                  |                  |                  | 6                | 1                |
| 通算             | 日本             | 日本             | J1               | 99               | 1                | 24               | 0                | 10               | 0                | 133              | 1                |
| 通算             | 日本             | 日本             | J2               | 147              | 4                | -                | -                | 1                | 0                | 148              | 4                |
| 通算             | 日本             | 日本             | J3               | 1                | 0                | -                | -                | 0                | 0                | 1                | 0                |
| 総通算           | 総通算           | 総通算           | 総通算           | 356              | 7                | 24               | 0                | 11               | 0                | 391              | 7                |

その他の公式戦
- 2018年
  - J1参入プレーオフ 1試合0得点

## 代表歴
- 2007年 U-21オランダ代表
  - UEFA U-21欧州選手権2007
- 2008年 U-23オランダ代表
  - 北京オリンピック

## タイトル
クラブ
- KNVBカップ 2009

代表
- UEFA U-21欧州選手権 2007